# Campeonato Mundial de Atletismo em Pista Coberta de 2014 - 1500 m masculino
A prova dos 1500 metros masculino do Campeonato Mundial de Atletismo em Pista Coberta de 2014 foi disputada entre 7 e 8 de março na Ergo Arena em Sopot, na Polônia.

## Recordes
Antes desta competição, os recordes mundiais e do campeonato nesta prova eram os seguintes:
|    | Nome               | Nacionalidade | Tempo     | Local               | Data                   |
| -- | ------------------ | ------------- | --------- | ------------------- | ---------------------- |
| WR | Hicham El Guerrouj | Marrocos      | 3m 31s 18 | Estugarda, Alemanha | 2 de fevereiro de 1997 |
| CR | Haile Gebrselassie | Etiópia       | 3m 33s 77 | Maebashi, Japão     | 7 de março de 1999     |

## Medalhistas
| Ouro                    | Prata           | Bronze                  |
| Ayanleh Souleiman (DJI) | Aman Wote (ETH) | Abdalaati Iguider (MAR) |

## Cronograma
| Data       | Hora  | Evento        |
| ---------- | ----- | ------------- |
| 7 de março | 12:25 | Eliminatórias |
| 8 de março | 20:00 | Final         |

## Resultados

### Eliminatórias
Qualificação: 2 atletas de cada bateria  (Q) mais os 3 melhores qualificados (q).  
| Colocação | Bateria | Atleta               | Nacionalidade  | Tempo   | Notas |
| --------- | ------- | -------------------- | -------------- | ------- | ----- |
| 1.        | 3       | Aman Wote            | Etiópia        | 3:36,75 | Q     |
| 2.        | 3       | Abdalaati Iguider    | Marrocos       | 3:37,83 | Q, SB |
| 3.        | 3       | Will Leer            | Estados Unidos | 3:38,02 | q     |
| 4.        | 3       | Bethwell Birgen      | Quênia         | 3:38,56 | q     |
| 5.        | 2       | Ayanleh Souleiman    | Djibuti        | 3:38,94 | Q     |
| 6.        | 2       | Nick Willis          | Nova Zelândia  | 3:39,14 | Q     |
| 7.        | 3       | İlham Tanui Özbilen  | Turquia        | 3:39,31 | q     |
| 8.        | 3       | David McCarthy       | Irlanda        | 3:39,46 |       |
| 9.        | 2       | Silas Kiplagat       | Quênia         | 3:39,70 |       |
| 10.       | 2       | Chris O'Hare         | Reino Unido    | 3:40,06 |       |
| 11.       | 3       | Adel Mechaal         | Espanha        | 3:41,27 |       |
| 12.       | 2       | Andreas Vojta        | Áustria        | 3:42,10 |       |
| 13.       | 2       | Nathan Brannen       | Canadá         | 3:42,51 |       |
| 14.       | 2       | Mitja Krevs          | Eslovênia      | 3:43,22 | NR    |
| 15.       | 1       | Homiyu Tesfaye       | Alemanha       | 3:47,07 | Q     |
| 16.       | 1       | Jakub Holuša         | Chéquia        | 3:47,20 | Q     |
| 17.       | 1       | Mekonnen Gebremedhin | Etiópia        | 3:47,22 |       |
| 18.       | 1       | Lopez Lomong         | Estados Unidos | 3:48,06 |       |
| 19.       | 1       | Lee Emanuel          | Reino Unido    | 3:48,09 |       |
| 20.       | 2       | Wesam Almassri       | Palestina      | 3:53,84 | NR    |
| 21.       | 1       | Omar Mohamed Abdi    | Somália        | 3:56,52 | PB    |
| 22.       | 3       | Aitor Gomez          | Gibraltar      | 4:07,34 | NR    |
| 23 !      | 1       | Ioan Zaizan          | Roménia        | DSQ     |       |

### Final
A final ocorreu dia 8 de março. 
| Colocação         | Atleta              | Nacionalidade  | Tempo   | Notas |
| ----------------- | ------------------- | -------------- | ------- | ----- |
| Medalha de ouro   | Ayanleh Souleiman   | Djibuti        | 3:37,52 |       |
| Medalha de prata  | Aman Wote           | Etiópia        | 3:38,08 |       |
| Medalha de bronze | Abdalaati Iguider   | Marrocos       | 3:38,21 |       |
| 4.                | İlham Tanui Özbilen | Turquia        | 3:39,10 |       |
| 5.                | Jakub Holuša        | Chéquia        | 3:39,23 |       |
| 6.                | Will Leer           | Estados Unidos | 3:39,60 |       |
| 7.                | Homiyu Tesfaye      | Alemanha       | 3:39,90 |       |
| 8.                | Bethwell Birgen     | Quênia         | 3:40,66 |       |
| 9 !               | Nick Willis         | Nova Zelândia  |         |       |

Legenda
| Recorde mundial       | Recorde mundial (World record)               |                       | Recorde africano                      | Recorde africano (African) |                                           | Q | Classificado por posição (Qualified) |
| Recorde do campeonato | Recorde do campeonato (Championship record)  | Recorde da América    | Recorde da América (Americas)         | q                          | Classificado por melhor tempo (Qualified) |   |                                      |
| Melhor marca do ano   | Melhor marca do ano (World leading)          | Recorde asiático      | Recorde asiático (Asian)              | DNS                        | Não largou (Did not start)                |   |                                      |
| Recorde nacional      | Recorde nacional (National record)           | Recorde europeu       | Recorde europeu (European)            | DNF                        | Não terminou (Did not finish)             |   |                                      |
| Recorde pessoal       | Recorde pessoal do atleta (Personal best)    | Recorde da Oceania    | Recorde da Oceania (Oceania)          | DSQ / DQ                   | Desclassificado (Disqualified)            |   |                                      |
| Recorde da temporada  | Recorde da temporada do atleta (Season best) | Recorde sul-americano | Recorde sul-americano (South America) | NM                         | Sem marca (No mark)                       |   |                                      |